# The Weaker Brother (film 1914)
The Weaker Brother  è un cortometraggio muto del 1914 interpretato e diretto da Edgar Jones.

## Produzione
Il film fu prodotto dalla Lubin Manufacturing Company.

## Distribuzione
Distribuito dalla General Film Company, il film - un cortometraggio di due bobine - venne distribuito nelle sale USA il 18 marzo 1914.